# Zen (мікроархітектура)

Спрощена ілюстрація мікроархітектури Zen: ядро має 512 КБ кешу L2.

Zen — кодова назва процесорної мікроархітектури фірми AMD, яка була представлена у лінійці процесорів Ryzen у лютому 2017. Вперше система на архітектурі Zen була продемонстрована на E3 2016, а перші істотні деталі опубліковані на заході, що відбувся в сусідньому кварталі біля Intel Developer Forum 2016. Перші процесори на базі Zen з кодовою назвою «Summit Ridge» вийшли на ринок на початку березня 2017, серверні процесори Epyc випущені у червні 2017, AMD APU з'явилися у листопаді 2017.
Мікроархітектура Zen є розробкою з чистого аркуша і відрізняється від попередньої мікроахітектури Bulldozer. Процесори на Zen використовують процес 14 nm FinFET, є енерго-ефективнішими та можуть виконувати істотно більше інструкцій за цикл. Представлений режим SMT, який дозволяє кожному ядру виконувати два потоки. Перероблено кешування, L1 кеш став write-back. Процесори Zen використовують три різні сокети: десктопні і мобільні чипи Ryzen використовують сокет AM4 із двоканальною пам'яттю DDR4 і 24 лініями PCIe 3.0; чипи для робочих станцій Threadripper використовують сокет TR4 і підтримують чотириканальний доступ до пам'яті DDR4 і 64 лінії PCIe 3.0; і серверні процесори Epyc використовують сокет SP3 із 128 лініями PCIe 3.0 і восьмиканальною пам'яттю DDR4.
Zen мають дизайн SoC. Контролери пам'яті, PCIe, SATA і USB розташовані на одному чипі з процесорними ядрами. Це дає переваги у пропускній здатності і енергоспоживанні за рахунок складності і площі чипу. Дизайн системи на чипі дозволяє мікроархітектурі Zen масштабуватися від ноутбуків і міні-ПК до робочих станцій і серверів.

## Дизайн
Згідно AMD, головний фокус Zen був на збільшенні швидкодії ядра.
Нові та покращені особливості включають:
- Кеш L1 змінений із write-through на write-back, дозволяючи нижчу латентність та вищу пропускну здатність.
- SMT (simultaneous multithreading) дозволяє два потоки на ядро. Раніше ця можливість була у деяких процесорів IBM, Intel і Oracle.[12]
- Фундаментальною «будівельним блоком» всіх базованих на Zen процесорів є Core Complex (CCX), який складається із чотирьох ядер та їхніх кешів. Процесори, що мають більше чотирьох ядер складаються із декількох CCX поєднаних шиною Infinity Fabric.[13]
- Чотири арифметико-логічних пристрої, два блоки генерації адреси/модулі load–store і два модулі рухомої коми на ядро.[14]
- Новий «великий» кеш мікро-операцій.[15]
- Кожне SMT ядро може виконувати до шести мікро-операцій за цикл (комбінацію із 6 цілочислових мікро-операцій і 4 мікро-операцій із рухомою комою за цикл).[16][17]
- Майже удвічі вища пропускна здатність кешів L1 і L2, та уп'ятеро вища пропускна здатність кешу L3.
- Clock gating.
- Збільшені черги retire, load і store.
- Покращено передбачення переходів із використанням хешованого перцептрону подібного до мікроархітектури Bobcat.[18][19]
- Виділений stack engine для керування вказівником стеку, подібний до реалізованих у процесорах Intel Haswell і Broadwell.[20]
- Уникання пересування, метод, що зменшує фізичне пересування даних для зменшення споживання енергії.
- Підтримка RDSEED, набору апаратних інструкцій для генераторування випадкових чисел представлених у Intel Broadwell.[21]
- Підтримка інструкцій SMAP, SMEP, XSAVEC/XSAVES/XRSTORS, XSAVES, CLFLUSHOPT і CLZERO.[21]
- Підтримка AVX2.
- Підтримка ADX.
- Підтримка SHA.
- Об'єднання пам'яті PTE (page table entry), яке поєднує 4 kiB таблиці сторінок у 32 kiB сторінки.
- «Pure Power» (точніші сенсори відстеження енергоспоживання).[22]
- Smart Prefetch.
- Precision Boost.
- eXtended Frequency Range (XFR).[23]

Процесори архітектури Zen випускаються на потужностях GlobalFoundries на 14-нанометровому процесі FinFET, ефективнішому за процеси 32 nm і 28 nm попередніх процесорів AMD FX і AMD APU. Сімейство процесорів Zen «Summit Ridge» на сокеті AM4 мають 95 W TDP (thermal design power). Мобільні продукти з двома ядрами Zen cores мають 5 — 15 W і 15 — 35 W у мобільних продуктах і чотирма ядрами Zen.
Кожне ядро Zen може декодувати чотири інструкції за цикл і містить кеш мікро-операцій який надає мікро-операції для двох планувальників, по одному для цілочислових та операцій із рухомою комою. Кожне ядро має два модулі генерування адрес, чотири цілочислових модулі і чотири модулі з рухомою комою. Два модулі з рухомою комою є суматорами і два виконують множення та додавання. Однак використання операцій множення-додавання може завадити одночасному виконанню додавання у одному з модулів додавання. Є поліпшення у модулі передбачення переходів. Розмір кешу L1 — 64 KiB на ядро для інструкцій і 32 KiB на ядро для даних. Кеш L2 має 512 KiB на ядро, і L3 має 1–2 MB на ядро. Кеші L3 уп'ятеро ширші за попередні архітектури від AMD.

## Історія і розробка
AMD почало планувати мікроархітектуру Zen невдовзі після найму Джима Келлера у серпні 2012 року. AMD вперше представило Zen у 2015 році.
Командою відповідальною за Zen керував Келлер (який звільнився у вересні 2015 року після трьох років роботи) і Майкл Кларк.
Спочатку Zen планувався на 2017 рік після випуску сестринського базованого на ARM64 ядра K12, але на AMD Financial Analyst Day у 2015 році оголошено, що K12 відкладений на користь розробки Zen, аби встигнути випустити перші засновані на Zen процесори у жовтні 2016.
У листопаді 2015 джерело у AMD повідомило, що процесори Zen протестовані і «відповідають всім очікуванням» і «не мають суттєвих вузьких місць».